# Sasakiconcha
Sasakiconcha is een geslacht van weekdieren uit de klasse van de Gastropoda (slakken).

## Soort
- Sasakiconcha elegantissima Geiger, 2006